# Roynac
 Roynac  là một xã thuộc tỉnh Drôme trong vùng Auvergne-Rhône-Alpes ở đông nam nước Pháp. Xã Roynac nằm ở khu vực có độ cao 213 mét trên mực nước biển.